# Arachnodes pillula
Arachnodes pillula là một loài bọ cánh cứng trong họ Bọ hung (Scarabaeidae).